# 关于多相物质平衡
在热力学历史上，《关于多相物质平衡》（英語：On the Equilibrium of Heterogeneous Substances）是美国数学工程师约西亚·吉布斯所写的一篇300页的论文。它与赫尔曼·冯·亥姆霍兹1882年的论文《热力学化学过程》一起被认为热力学领域开创性的论文。他们同时也创立了物理化学的重要分支——化学热力学。
吉布斯的此论文将化学、物理、电气、电磁现象整合成一个连贯的体系，标志着化学热力学的开端。此文引入的化学势、相律等概念奠定了现代物理化学的基础。美国作家比爾·布萊森将其称作“热力学原理”。
《关于多相物质平衡》最早分几部分在1875年到1878年间发表在一本相对晦涩的美国期刊《康涅狄格学院学报》（Transactions of the Connecticut Academy）上，而大部分引用此文的文章中所写的1876年是最关键的一年。该文一直没有较大的影响，直到威廉·奥斯特瓦尔德和亨利·路易斯·勒夏特列分别将其翻译为德文和法文。

## 概述
吉布斯对数学物理的第一项贡献是1873年发表在《康涅狄格学院学报》上的两篇论文：《流体热力学的图示》（Graphical Methods in the Thermodynamics of Fluids）和《表面物质热力学性质的几何表示》（Method of Geometrical Representation of the Thermodynamic Properties of Substances by means of Surfaces）。这以后他最重要的论文就是这篇《关于多相物质平衡》（分两部分于1876年和1878年发表）。这篇300页的论文是不朽的丰碑，它描述了热力学第一定律、热力学第二定律、热力学的基本关系，并适用于在任何热力学系统中用拉格朗日计算和相变等三维图形语言预测和量化热力学反应趋势。正如亨利·路易斯·勒夏特列所说：“它开创了化学科学的新分支，重要性可以和拉瓦锡所创的相媲美。”此文由德国人奥斯特瓦尔德（他称吉布斯为化学热力学的奠基人）在1891年译成德文。1911年，勒夏特列将此文译成法文。
吉布斯的平衡论文被认为是19世纪物理学最重要的成就之一，也是物理化学的开创标志之一。这些论文中吉布斯应用热力学解释物理化学现象，并解释了一些孤立的、令人费解的事实之间的相互关系。
吉布斯关于多相平衡的论文包括以下内容：
- 一些化学势概念
- 一些自由能概念
- 系综的设想（统计力学领域的基础）
- 相律

## 论述
|            | Die Energie der Welt ist konstant. Die Entropie der Welt strebt einem Maximum zu. |
| ——克劳修斯 |                                                                                   |

对这些定律的理解决定了考虑系统的任何可能状态的能量和熵对于任何材质系统都适用。在两个不同状态之间转换的能量之差就是系统接受或产生的功和热，而熵的变化是任何可能状态数值的积分：
{\displaystyle \Delta S=\int {\frac {\Delta Q}{T}}}
其中△Q表示从外部获得的热量，T表示获得热量的那部分系统的温度。能和熵的数值变化是系统从一个状态到另一个状态的本质特征。对于被认为理论上完美力学和热力学方法，做功或提供热量使系统转换成另一种状态，功和热的合计值或积分值是等效的：
{\displaystyle \Delta S=\int {\frac {\Delta Q}{T}}}
但它是不仅关于能量和熵具有突出重要性的系统的外部关系。在简单的机械系统中，例如讨论的理论力学，可以对外部系统只有一种功能——机械功，这表明系统的这种功能在平衡理论中起主导作用。达到平衡状态时，这种功能将消失，因此对于一个能对外部系统产生两种功能的热力学系统，例如所有的材质系统，这表明系统的双重功能几乎提供了一个简单的判断平衡的标准。